# Jesús María de Jesús Moya
Jesús María de Jesús Moya (Sabana Angosta, 28 de novembro de 1934) é um clérigo católico romano dominicano e bispo emérito de San Francisco de Macorís.

## Biografia
Filho de Gil de Jesús e Nicolasina Moya, Jesús María de Jesús Moya ingressou no Seminário Pontifício Santo Tomás de Aquino aos 16 anos, onde estudou humanidades, filosofia e teologia. Foi ordenado sacerdote na Catedral de Santiago Apóstolo, em 18 de março de 1961, por Monsenhor Hugo Eduardo Polanco Brito, primeiro bispo de Santiago de los Caballeros. Em 9 de outubro de 1962 foi nomeado vice-reitor da San Pio. Foi também delegado do Conselho Episcopal Latino-Americano e membro do departamento de liturgia do CELAM.
Após vários anos de trabalho pastoral, De Jesús Moya realizou estudos de pós-graduação em Madrid (1967-1968) e em Quito (1970-1971). Em Santiago de los Caballeros ocupou os cargos de Vigário na catedral de Santiago Apóstolo, capelão da Politécnica Nuestra Señora de las Mercedes e da Escola Superior Emilio Prud' Homme, pároco em Imbert, Puerto Plata. Foi nomeado pelo bispo Roque Antonio Adames Rodríguez como Vigário Geral da Pastoral, até sua nomeação.
Papa Paulo VI nomeou-o em 13 de abril de 1977 bispo titular de Maxita e bispo auxiliar de Santiago de los Caballeros. O Arcebispo de Santo Domingo, Octavio Antonio Cardeal Beras Rojas, doou-lhe a consagração episcopal em 21 de maio do mesmo ano, na Igreja do Sagrado Coração em Santiago de los Caballeros; os co-consagradores foram Roque Antonio Adames Rodríguez, bispo de Santiago de los Caballeros, e Hugo Eduardo Polanco Brito, arcebispo ad personam de Nuestra Señora de la Altagracia en Higüey.
O Papa João Paulo II o nomeou Bispo de San Francisco de Macorís em 20 de abril de 1984. Foi insta em 5 de maio desse mesmo ano.
 

Em 31 de maio de 2012, o Papa Bento XVI aceitou a renúncia apresentada por Jesús María de Jesús Moya por motivos de idade. 